# Porcellio antiochius
Porcellio antiochius är en kräftdjursart som beskrevs av Karl Wilhelm Verhoeff1949. Porcellio antiochius ingår i släktet Porcellio och familjen Porcellionidae. Inga underarter finns listade i Catalogue of Life.